# Обрист, Герман
Герман Обрист (нем. Hermann Obrist, 23 мая 1862, Кильхберг, близ Цюриха — 26 февраля 1927, Мюнхен) — один из наиболее известных художников-декораторов европейского модерна. 
Родился в Швейцарии в семье доктора Карла Каспара Обриста из Цюриха и Алисы Джейн Грант Дафф, сестры британского политика. Герман Обрист изучал медицину, ботанику и естественные науки в Гейдельберге. Но стремление к искусству взяло верх, и в 1886 году Обрист бросил всё, уехал в Париж, а затем во Флоренцию, где стал заниматься керамикой и скульптурой.
В 1888 году Обрист поступил в Школу художественных ремёсел в Карлсруэ. На Всемирной выставке 1889 года в Париже за изделия из керамики и проекты мебели он получил награду. В 1890 году Герман Обрист стал заниматься в классе скульптуры Академии Жюлиана в Париже. В следующем году переехал в Берлин, через два года снова уехал во Флоренцию, где открыл мастерскую декоративной вышивки и ковроткачества. Он долго не мог найти своё призвание. В 1894 году уехал в Мюнхен, куда перевёл свою мастерскую. Декоративные вышивки и скульптуры этой мастерской пользовались успехом в Германии. 

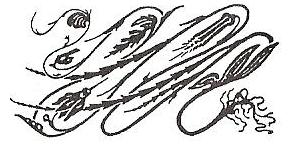
Цикламен.1895

Герман Обрист занимался скульптурой, проектировал малые формы архитектуры, декоративные сооружения, фонтаны, надгробия. Но наибольшую известность ему принесла вышивка с изображением петлеобразно изогнутого стебля цикламена (1895, Мюнхен, Городской музей). Критики назвали эту напряжённо изогнутую линию «ударом бича» (нем. Peitschenhieb), её подхватили многие художники и вскоре она стала одним из символов искусства ар-нуво, в Германии — югендстиля (Jugendstil). Флоральные вышивки Обриста репродуцировали в художественном журнале «Пан».
В 1897 году Обрист вместе с Рихардом Римершмидом, Бруно Паулем и Бернхардом Панкоком был организатором «Объединения мастерских искусства и ремесла» (Vereinigte Werkstätten für Kunst im Handwerk). В том же году он экспонировал свои вышивки, а также образцы мебели, изделия из металла, проекты фонтанов на «Седьмой международной художественной выставке» в мюнхенском Стеклянном дворце.
В 1900 году Обрист и Вильгельм фон Дебшиц основали в Мюнхене «Учебно-экспериментальную студию прикладного и свободного искусства» (Lehr- und Versuchsatelier für angewandte und freikunst). В качестве журналиста Обрист выступал за единение художников разных стран в поисках нового, современного стиля. Он поручил своему другу, немецкому архитектору Августу Энделю спроектировать свою студию в Мюнхене. Она была построена в 1897 году, но разрушена в 1944 году во время Второй мировой войны. Свой дом он проектировал сам, пригласив для оформления интерьеров Р. Римершмида и Б. Панкока. В 1903 году Герман Обрист опубликовал книгу «Новые возможности в формировании искусства».